# 木村要之助 (2代)
2代 木村 要之助（にだい きむら ようのすけ、本名：奥野 真志（おくの まさし）、1975年2月4日 - ）は、大相撲の幕内格行司である。三重県伊勢市出身。八角部屋所属。血液型はA型。

## 人物
伊勢市立倉田山中学校在学中は野球に親しんでいたが、三重県相撲連盟の理事長を務める父親が12代東関（元関脇・高見山）と友人だった縁で東関部屋に入門することが決まり、中学校卒業後の1990年3月場所で初土俵を踏んだ。同期入門には3代木村銀治郎がいる。師匠は33代木村庄之助であり、1994年に師匠の若名乗りだった木村要之助の2代目を襲名した。
2006年3月場所から三重県出身者としては初めてとなる十両格に昇進、2015年5月場所から幕内格に昇進している。2021年4月1日に東関部屋が閉鎖になったため、同じ一門の八角部屋に移籍した。
相撲字が上手く、2007年9月場所から2023年1月場所までは番付書き手の補佐役を、2023年3月場所からは3代木村容堂の後任として戦後8人目の番付書き手を務めている。他にも、2015年現在は本場所の取組結果を表示する電光掲示板で使用する力士名の書かれた板の書き手を担当している。
2000年5月場所7日目、三段目の朝ノ霧と千代白鵬の取り組みで83年振りとなる不浄負けが発生したが、その一番を裁いていたのは、当時幕下格の要之助だった。
2022年7月場所11日目、新型コロナウイルスにより休場力士が多くなった影響で、担当の2番がいずれも不戦勝となり、実際に取組を裁くことなく不戦勝の勝ち名乗りを与えただけで1日が終わった。
2023年9月2日、国技館で行われた部屋の師匠・八角（元・北勝海）の還暦土俵入りでは、幕内格ながらその先導役を務めた。還暦土俵入りの先導役となる行司の歴代最低地位が更新された。
2024年1月場所7日目、幕内最初の取組碧山－阿武咲の1番のみを裁く予定であったが、碧山の休場（不戦敗）、阿武咲の不戦勝となり、実際に取組を裁くことなく不戦勝の勝ち名乗りを与えただけで1日が終わった。

## 履歴
- 1990年3月場所 - 初土俵：木村真志
- 1990年5月場所 - 序ノ口格として番付に初掲載
- 1991年1月場所 - 序二段格昇進
- 1992年1月場所 - 三段目格昇進
- 1994年 - 2代木村要之助を襲名
- 1997年1月場所 - 幕下格昇進
- 2006年3月場所 - 十両格昇進
- 2015年5月場所 - 幕内格昇進